# Chico Buarque de Hollanda, Volume 2
Chico Buarque de Hollanda, Volume 2 — второй студийный альбом бразильского автора-исполнителя Шику Буарки, выпущенный в 1967 году на лейбле RGE. Все песни авторства Буарки, за исключением «Full Moon», написанной с Токинью.

## Отзывы критиков
| Оценки критиков                   | Оценки критиков |
| Источник                          | Оценка          |
| --------------------------------- | --------------- |
| AllMusic                          | [ 1 ]           |
| The Encyclopedia of Popular Music | [ 2 ]           |

Алвару Недер из AllMusic написал: «Альбом отражает особенно бурный период общественной жизни Бразилии, в то же время изображая момент расцвета карьеры Буарки. Звучание Буарки тех времен акустическое и почти исключительно с влиянием самбы, с сильным влиянием боссы в игре на барабанах. Небольшие партии флейты и хора слегка подчеркивают некоторые пассажи, а вокал группы MPB-4 также обогащает материал. Песни, которые оставались любимыми на протяжении многих лет, — это марш-ранчо „Noite dos Mascarados“, нежная самба-кансао „Com Açúcar, Com Afeto“, самба „Quem te Viu, Quem те Ве“ и лирическая песня-самба „Morena dos Olhos d'Água“. В альбоме также есть другие важные, интересные и креативные мелодии и тексты, из которых можно отметить прекрасное хоро „Um Chorinho“».

## Список композиций
Слова и музыка всех песен Шику Буарки, за исключением отмеченных.
1. «Noite dos Mascarados» — 2:57
2. «Logo Eu» — 2:35
3. «Com Açúcar, com Afeto» — 3:48
4. «Fica» — 2:29
5. «Lua Cheia» — 2:33 (Шику Буарки, Токинью)
6. «Quem Te Viu, Quem Te Vê» — 4:23
7. «Realejo» — 3:32
8. «Ano Novo» — 1:13
9. «A Televisão» — 2:45
10. «Será que Cristina Volta?» — 2:32
11. «Morena dos Olhos d'Água» — 2:33
12. «Um Chorinho» — 1:38

## Участники записи
- Акустическая гитара — Токинью
- Аранжировка — Антониу Жозе Вагаби Филью
- Вокал, гитара — Шику Буарки
- Продюсер — Маноэл Баренбейн, Жулио Нагиб